# Soto y Amío
Soto y Amío és un municipi de la província de Lleó, a la comunitat autònoma de Castella i Lleó. És situada a cavall de les comarques d'Omaña i Luna.

## Demografia
| 1991 | 1996 | 2001 | 2004 |
| ---- | ---- | ---- | ---- |
| 1313 | 1150 | 1083 | 1011 |